# قطعنامه ۱۵۷۵ شورای امنیت
قطعنامه ۱۵۷۵ شورای امنیت سازمان ملل متحد که در تاریخ ۱۹ نوامبر ۲۰۰۴ تصویب شد، سندی بین‌المللی دربارهٔ بررسی وضعیت مرتبط با سودان است. این قطعنامه طی نشست ۵۰۸۲ام با ۱۵ رای موافق، ۰ مخالف و ۰ ممتنع تصویب شد.